# Blankenstein (Thüringen)
Blankenstein is een voormalige gemeente in de Duitse deelstaat Thüringen, en maakt deel uit van de Saale-Orla-Kreis.
Blankenstein telde in 2006 966 inwoners.
De gemeente maakte deel uit van Verwaltungsgemeinschaft Saale-Rennsteig tot deze op 1 januari 2019 werd opgeheven, en de gemeenten werden samengevoegd tot de gemeente Rosenthal am Rennsteig.

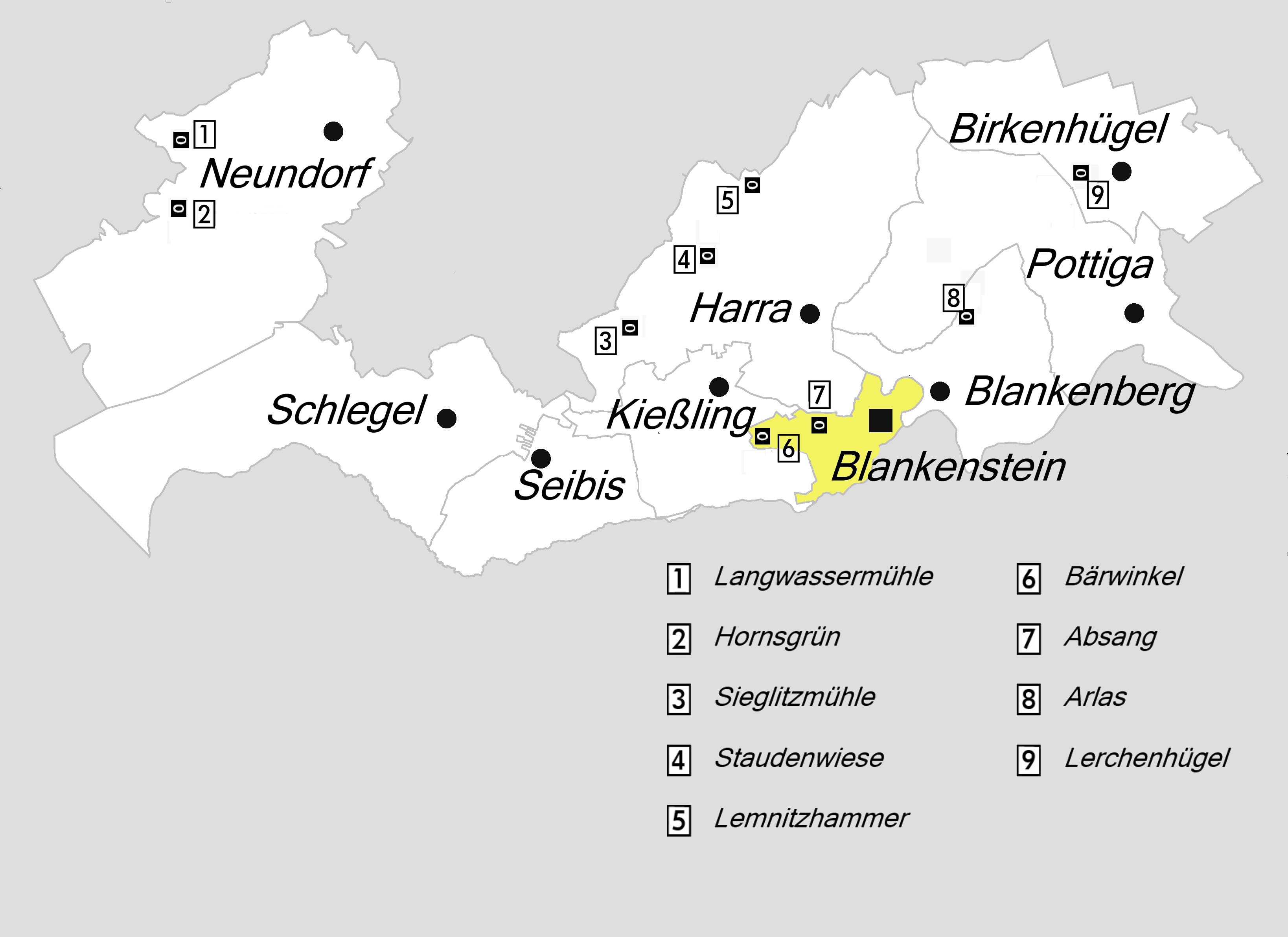
Situering van Blankenstein in de gemeente

In Blankenstein staan het gemeentehuis van Rosenthal am Rennsteig en de grote celstof- en papierfabriek Rosenthal. Deze fabriek produceert ook elektriciteit, en wel meer dan voor eigen gebruik nodig is. Dit overschot wordt gebruikt, om de omliggende stadjes en dorpen van stroom te voorzien. 
Arlas · Birkenhügel · Blankenberg · Blankenstein · Harra · Kießling · Neundorf · Pottiga · Schlegel · Seibis